# Al-Ahli Jeddah (bóng rổ)
Al-Ahli Jeddah là một câu lạc bộ bóng rổ chuyên nghiệp có trụ sở tại thành phố Jeddah ở tỉnh Makkah, Ả Rập Xê Út thi đấu ở Giải ngoại hạng Ả Rập Xê Út

## Thành tích
- Vô địch Alnokhbah Championship: 2006[1][2]
- Vô địch Ả Rập Xê Út Prince Faisal bin Fahad Cup: 2010[3]